# 結のぞみ病院
結のぞみ病院（ゆいのぞみびょういん）は、一般財団法人成研会が大阪府富田林市に設置する精神科病院。

## 診療科
- 精神科[1]
- 心療内科[1]
- 内科[1]
- 神経内科[1]
- リハビリテーション科[1]
- 歯科[1]
- 神経科[1]

## 医療機関の指定・認定
（下表の出典）
| 保険医療機関 | 労災保険指定病院                                                                                           |
| 生活保護法指定病院（中国残留邦人等の円滑な帰国の促進並びに永住帰国した中国残留邦人等及び特定配偶者の自立の支援に関する法律（平成六年法律第三十号）に基づく指定医療機関を含む。） | 臨床研修病院                                                                                               |
| 原子爆弾被害者一般疾病医療取扱病院 | 精神保健指定医の配置されている医療機関                                                                     |
| 指定自立支援医療機関（精神通院医療） | 精神保健及び精神障害者福祉に関する法律（昭和二十五年法律第百二十三号）に基づく指定病院又は応急入院指定病院 |

- 救急告示病院（二次救急）[2]

## 交通アクセス
- 南海高野線・近鉄長野線「河内長野駅」より巡回バスを運行している[3]
- 近鉄長野線「汐ノ宮駅」より巡回バスを運行している[3]
- 近鉄長野線「富田林駅」より巡回バスを運行している[3]